# Паметник на Васил Априлов
Паметникът на възрожденеца Васил Евстатиев Априлов в Габрово е дело на скулптора Кирил Тодоров.
Издига се пред входа на гимназията, наречена на нейния основател В. Априлов. Открит е на 1 ноември 1935 г. с голямо народно тържество, което съвпада със 100-годишнината от основаването на Априловската гимназия.
Представя Васил Априлов в естествен ръст с устремен поглед и книга в ръцете. В подножието на статуята са изобразени етапите от развитието на българското образование.
Огромна заслуга за изграждането на този монумент има тогавашният кмет на Габрово Илия Кожухаров. Осигурява средства, отива на свои разноски до Рим, за да ускори скулптурната работа. Един от главните организатори на празниците и тържествата по случай юбилейни дати от живота на Васил Априлов. Паметникът е дело на скулптура Кирил Тодоров. При обявяването на конкурса за паметника Кирил Тодоров се намирал в Рим, където работи успешно след дипломирането си в тамошната академия. Той изпратил свои скици и макети, с които спечелил конкурса, след което се завърнал в България изработил паметника за малко повече от една година.